# آندره مافی

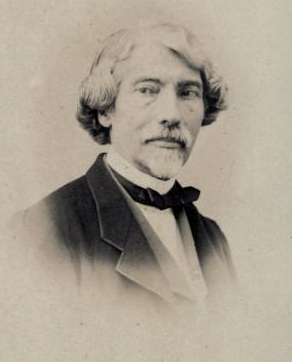
آندره مافی

آندره مافی (۱۷۹۸–۱۸۸۵) شاعر، مترجم و آزادی‌خواه ایتالیایی بود. وی در مولینا دی لدرو، ترنتینو به دنیا آمد. وی که از پیروان وینچنزو مونتی بود، بخشی از فرهنگ ادبی کلاسیک ایتالیایی قرن نوزدهم را تشکیل داد. به دست آو در فقه، او برای چند سال به نقل مکان کرد ورونا، و سپس به ونیز و در نهایت به میلان، که در آن در سال با او ازدواج کرده شرکت کلارا. آنها با رضایت متقابل در ۱۵ ژوئن ۱۸۴۶ از یکدیگر جدا شدند.
مافی و همچنین وردی، در صحنه فرهنگی ایتالیا از جمله وینچنزو مونتی ، آنتونیو روزمینی، جینو کاپونی، ماریو راپیساردی، کارلو تنکا، نقاش فرانچسکو هایز و مجسمه سازان وینچنزو ولا و جیووانی همچنین روابط نزدیک با دیگران در صحنه فرهنگی ایتالیا داشت. دوپره چهره‌های مهم فرهنگی از بقیه اروپا نیز از سالن خانه او در میلان، از جمله لیست و استندال عبور کردند. در سال ۱۸۷۹ آندره مافی سناتور پادشاهی ایتالیا شد و در زندگی سیاسی ایتالیا شرکت کرد. در اواسط قرن ۱۹ او اغلب در ریوا دل گاردا زندگی می‌کرد، جایی که او مجموعه هنری غنی خود را سازماندهی کرد و جایی که در سال ۱۹۳۵، شهر به نام او نامگذاری شد.
وی در سال ۱۸۸۵ در میلان درگذشت.

## مترجم و شاعر
او که به زبان‌های خارجی تبحر داشت، چندین اثر از ادبیات انگلیسی و آلمانی را به ایتالیایی ترجمه کرد، به ویژه نمایشنامه‌های شیلر، اوتلو شکسپیر و طوفان، بسیاری از آثار گوته (از جمله فاوست) و بهشت گمشده جان میلتون. وی در ترجمه‌های خود سعی در تطبیق اندیشه اصلی نویسنده با افکار عمومی ادبیات ایتالیا داشت.